# Piczowska
Piczowska – część wsi Międzyleś w Polsce, położona w województwie lubelskim, w powiecie bialskim, w gminie Tuczna.
W latach 1975–1998 Piczowska administracyjnie należała do województwa bialskopodlaskiego.